# Nina Gavriliouk
Nina Vassilievna Gavriliouk (en russe : Ни́на Васи́льевна Гаврылю́к), née le 3 avril 1965 à Leningrad, est une fondeuse soviétique puis russe, active jusqu'en 2003. Elle est triple championne olympique et sextuple championne du monde (à chaque fois en relais).

## Biographie
Nina Gavriliouk est la femme du fondeur Igor Badamshin, avec qui elle vit au Wisconsin aux États-Unis, où elle travaille en tant qu'entraîneuse.

### Premières années dans l'équipe soviétique
Elle est sélectionnée dans l'équipe soviétique à partir de la saison 1986-1987, où elle marque directement ses premiers points en Coupe du monde, avec une treizième place à Ramsau. Elle prend part aussi à ses premiers championnats du monde, où elle figure dans le relais médaillé d'or avec Antonina Ordina, Larisa Lazutina et Anfisa Reztsova.
Un an plus tard, elle fait ses débuts aux Jeux olympiques à l'édition de Calgary, où elle remporte le titre sur le relais avec Svetlana Nagueïkina, Tamara Tikhonova et Anfisa Reztsova. Sur le vingt kilomètres, elle est initialement huitième, mais est disqualifiée en raison de la présence d'un logo d'une marque sur son bandeau. En 1989, elle s'approche du podium individuellement, obtenant une quatrième place en Coupe du monde à Campra et une cinquième place au dix kilomètres libre des Championnats du monde à Lahti.
Entre 1990 et 1992, elle est absente du circuit mondial, mais remporte tout de même son premier titre national individuel d'URSS sur le trente kilomètres en 1991 et de Russie en 1992 et 1993.

### 1993-2003
En 1993, elle remporte son deuxième titre mondial sur le relais, dans lequel elle est de nouveau sacrée en 1995, 1997, 1999 et 2001.
Aux Jeux olympiques d'hiver de 1994 à Lillehammer, elle obtient sa première récompense individuelle avec la médaille de bronze sur le quinze kilomètres libre, accompagnant sa compatriote Lioubov Iegorova sur le podium, avant de remporter de nouveau le titre olympique du relais.
Lors de la saison 1994-1995, elle est présente à onze reprises sur des podiums individuels, dont deux fois sur la plus haute marche, d'abord au cinq kilomètres libre de Sappada, puis au dix kilomètres classique de Falun. Ce total comprend aussi ses deux médailles d'argent aux Championnats du monde de Thunder Bay, sur le cinq et le dix kilomètres.
Au bilan final, elle se classe deuxième du classement général derrière sa compatriote Elena Välbe ; les Russes occupant la totalité du top cinq. En mars 1996, elle ajoute une victoire prestigieuse à sa collection : le trente kilomètres d'Holmenkollen.
Aux Championnats du monde 1997, elle monte sur troisième podium individuel en mondial avec la médaille de bronze au dix kilomètres.
Si elle échoue à monter sur un podium individuel en Coupe du monde ou aux Jeux olympiques en 1998, où elle est notamment quatrième du cinq kilomètres, elle remporte son troisième titre olympique sur le relais avec Olga Danilova, Elena Välbe et Larisa Lazutina.
Lors de la saison 1998-1999, elle revient parmi les meilleures mondiales dès l'ouverture (3e à Muonio), avant de s'imposer le cinq kilomètres libre à Ramsau. Aux Championnats du monde 1999, toujours pas titrée individuellement, elle prend la médaille d'argent du dix kilomètres derrière Stefania Belmondo.
En fin d'année 1999, elle montre ses talents dans une nouvelle discipline, le sprint, remportant celui d'Engelberg, disputé en style classique.
En 2002, elle échoue à remporter une médaille aux Jeux olympiques de Salt Lake City, où son meilleur résultat est cinquième de la poursuite, format dans lequel elle signe son ultime podium individuel dans la Coupe du monde en fin de saison à Falun (soit son 35e).
En 2003, elle est engagée dans sa dernière saison au niveau international, où elle gagne une médaille de bronze aux Championnats du monde à Val di Fiemme.

## Palmarès

### Jeux olympiques
| Épreuve / Édition | Épreuve / Édition | Calgary 1988 | Lillehammer 1994 | Nagano 1998 | Salt Lake City 2002 |
| Sprint            | Sprint            |              |                  |             | 20e                 |
| 5 km              | 5 km              | 30e          | 11e              | 4e          |                     |
| 15 km             | 15 km             | 17e          | Bronze           |             |                     |
| 20 km             | 20 km             | DSQ          |                  |             |                     |
| Poursuite         | Poursuite         |              | 5e               | 7e          | 5e                  |
| Relais 4 × 5 km   | Relais 4 × 5 km   | Or           | Or               | Or          |                     |

### Championnats du monde
| Épreuve / Édition  | Épreuve / Édition  | Oberstdorf 1987 | Lahti 1989 | Falun 1993 | Thunder Bay 1995 | Trondheim 1997 | Ramsau 1999 | Lahti 2001 | Val di Fiemme 2003 |
| Sprint             | Sprint             | -               | -          | -          | -                | -              | -           | 5e         | -                  |
| 5 km               | 5 km               | -               | -          | 15e        | Argent           | 4e             | 5e          | -          | -                  |
| 10 km              | 10 km              | -               | 5e         | 7e         | Argent           | Bronze         | Argent      | -          | -                  |
| 15 km              | 15 km              | -               | -          | -          | 6e               | 5e             | 7e          | -          | -                  |
| 30 km              | 30 km              | -               | -          | 8e         | 6e               | 13e            | -           | -          | 8e                 |
| Poursuite/Duathlon | Poursuite/Duathlon | -               | -          | -          | -                | -              | -           | 8e         | 12e                |
| Relais 4 × 10 km   | Relais 4 × 10 km   | Or              | -          | Or         | Or               | Or             | Or          | Or         | 'Bronze            |

Légende :
- : pas d'épreuve
- - : n'a pas participé à l'épreuve

### Coupe du monde
- Meilleur classement général : 2e en 1995.
- 35 podiums individuels (33 en distance et 2 en sprint), dont 5 victoires (4 en distance et 1 en sprint).
- 31 victoires en relais.

#### Liste des victoires individuelles
| #  | Date             | Lieu             | Discipline       |
| -- | ---------------- | ---------------- | ---------------- |
| 1. | 20 décembre 1994 | Sappada          | 5 km libre       |
| 2. | 4. février 1995  | Falun            | 10 km classique  |
| 3. | 16 mars 1996     | Oslo             | 30 km classique  |
| 4. | 14 février 1999  | Seefeld in Tirol | 5 km libre       |
| 5. | 27 décembre 1999 | Engelberg        | Sprint classique |

#### Différents classements en Coupe du monde
| Année     | Classement général final |
| 1986-1987 | 28e                      |
| 1987-1988 | 36e                      |
| 1998-1989 | 18e                      |
| 1992-1993 | 11e                      |
| 1993-1994 | 8e                       |
| 1994-1995 | 2e                       |
| 1995-1996 | 4e                       |
| 1996-1997 | 4e                       |
| 1997-1998 | 11e                      |
| 1998-1999 | 3e                       |
| 1999-2000 | 5e                       |
| 2000-2001 | 8e                       |
| 2001-2002 | 13e                      |
| 2002-2003 | 18e                      |